# Anthidium cordiforme
Anthidium cordiforme är en biart som beskrevs av Heinrich Friese 1922. Anthidium cordiforme ingår i släktet ullbin, och familjen buksamlarbin. Inga underarter finns listade i Catalogue of Life.